# ناخن‌گیر سگ
ناخن‌گیر سگ (فنلاندی: Koirankynnen leikkaaja) فیلمی فنلاندی به کارگردانی مارکو پلنن است که در سال ۲۰۰۴ منتشر شد. از بازیگران آن می‌توان به پتر فرانتسن، تائیستو ریمالوتو، تیمو لاویکائینن و ویله ویرتانن اشاره کرد.